# 城南高架铁路公司
城南高架铁路公司是伊利诺伊州芝加哥第一家地铁运营公司。该公司的线路连接了芝加哥市中心和城南地区，还曾设有5条支线。首期3.6英里（5.8）的线路于1892年6月6日开通。进入20世纪，公司与其余3家同行合并，并最终形成今天的芝加哥交通管理局，其大部分区间仍作为地铁绿线的一部分服务。

## 芝加哥和城南快速运输铁路

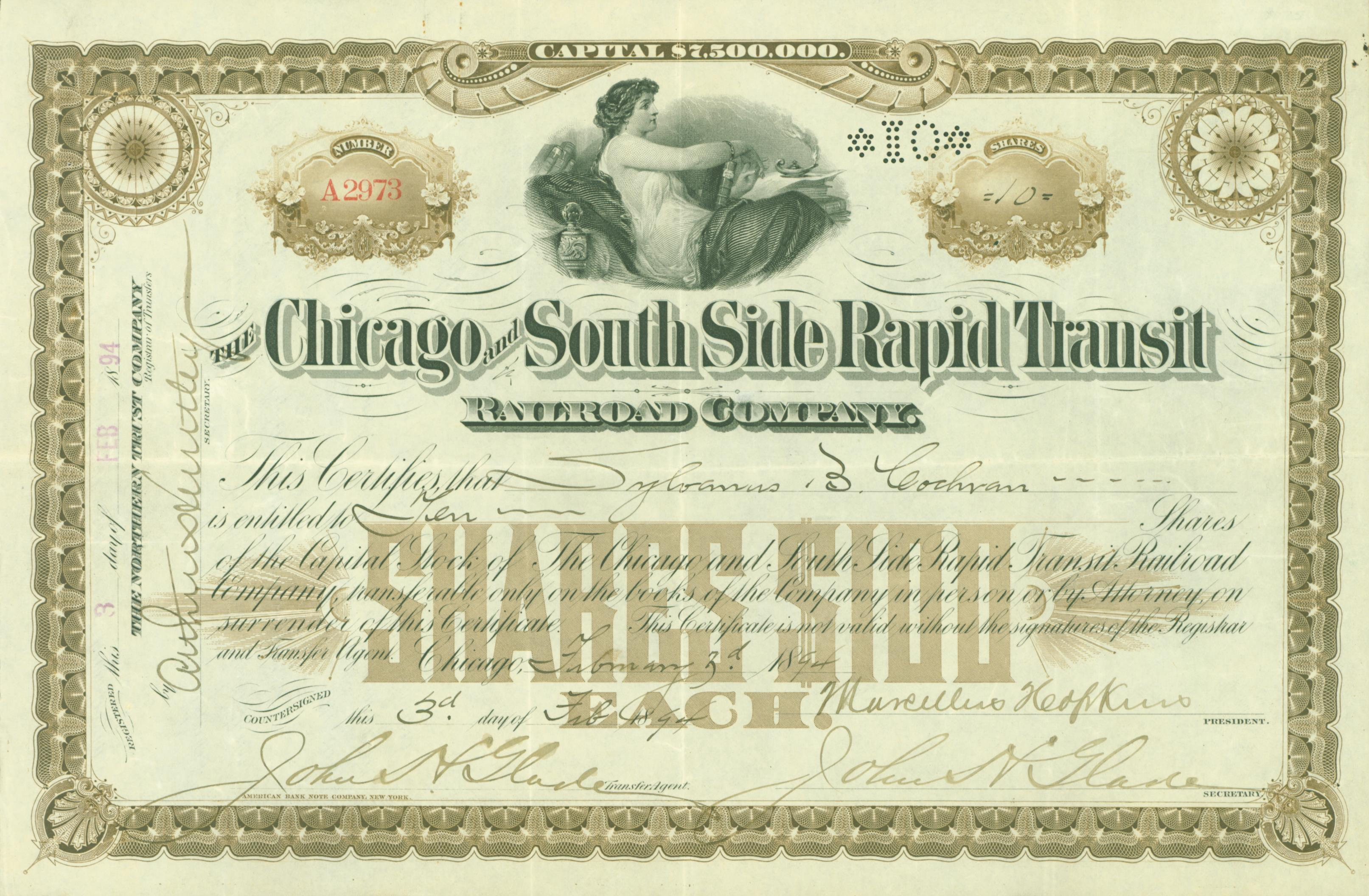
芝加哥和城南快速交通铁路公司股票，发行于1894年2月

芝加哥和城南快速交通铁路公司成立于1888年1月4日，并于当年3月26日获得芝加哥市的特许经营权，在范布伦街和第39街之间建造一条高架铁路。该许可授权公司使用一条连接范布伦街至第37街的小巷的土地，要求公司紧挨着这条小巷修建一条平行的铁路，因此这段线路很快就获得了“L小巷”（英语：alley L，或称“高架小巷”）的绰号。

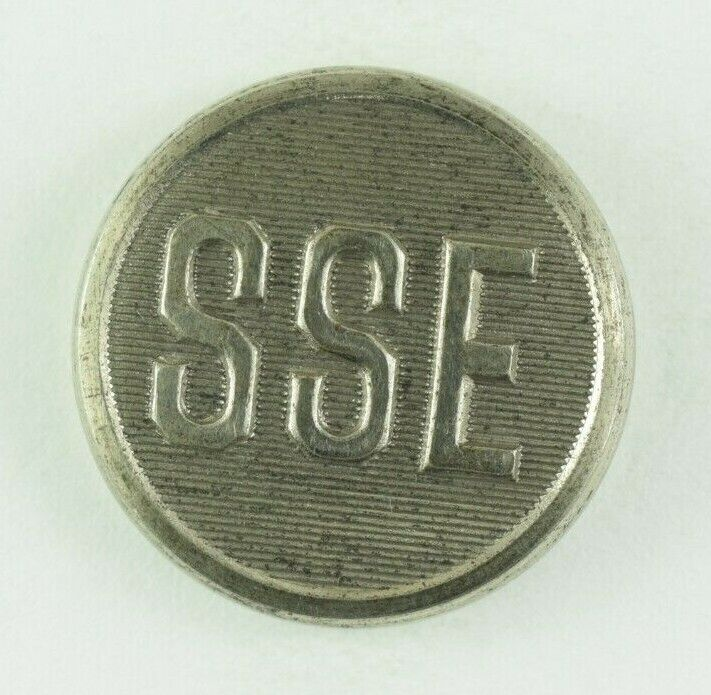
公司的员工徽章

1892年4月，市政府授权公司向南延伸铁路至第71街。1893年4月，沿63街东延的计划获批。建筑总成本估计为675万美元。
1892年5月27日，一列载有300名乘客的6节编组列车首次运行于首通段——第39街和市中心国会总站之间；十天之后，首通段向公众开放 。开通初期，首通段单程需要14分钟，花费5美分。该线路在接下来的几个月中逐渐延长，又于1893年5月12日延伸至杰克逊公园，为世界哥伦布纪念博览会提供服务。
该线路上的机车车辆包括46台在费城鲍尔温机车厂制造的福尼型蒸汽机车，以及180节长46英尺（14.02）的木制客车。首批20台机车于1892年4月交付。
城南高架铁路提供24小时服务，与芝加哥地面缆车相比，这是一个主要优势。高峰时段，有18列火车维持3分钟一班的服务，而午夜过后，有两列火车保持每20分钟一趟的频率。

## 破产和接管
世界哥伦布博览会闭幕后，由于线路南段周边开发不足，乘客数量直线下降。因此，本公司于1895年进入破产管理程序，并于1896年9月以约410万美元的价格被强制出售。1897年，城南高架铁路公司（英语：South Side Elevated Railroad）成立，以接管留下的铁路。
1897年10月，城南高架铁路公司的铁路延长至新建的联合环线（今芝加哥市区的环线铁路），并与莱克街高架铁路、大都会城西高架铁路和（1900年后）西北高架铁路公司的线路相连。
另外三家公司使用第三轨电气化为其列车提供动力，因此本公司聘请了法蘭克·J·史伯格实施电气化。斯普拉格使用了他尚未测试的重联控制系统，使多个自带动力的车厢可以相互连接并由一位司机集中控制；这是世界上首例重联控制系统的运用。

## 铁路线
| 名称           | 里程             | 变迁                                        | 图片 |
| -------------- | ---------------- | ------------------------------------------- | ---- |
| 城南高架铁路   | 6.5英里（10.5）  | 国会总站被拆除，线路延长接入环线，仍在运营  |      |
| 英格尔伍德支线 | 3英里（4.8）     | 更名为阿什兰支线，仍在运营                  |      |
| 诺默尔公园支线 | 0.9英里（1.4）   | 1954年关闭                                  |      |
| 肯伍德支线     | 1.25英里（2.01） | 1957年废弃                                  |      |
| 屠宰场支线     | 2.9英里（4.7）   | 1957年废弃                                  |      |
| 杰克逊公园支线 |                  | 缩短至阿什兰／63街 更名为东63街支线运营至今 |      |

随着乘客量的增加，城南高架铁路修建了更多的支线。英格尔伍德的支线（今阿什兰支线）于1905年至1907年间分阶段开通。只有0.9英里（1.4）的诺默尔公园支线于1907年开业。肯伍德和屠宰场支线分别于1907年和1908年开业，使用芝加哥交汇铁路的轨道运营。

## 合并
1913年，芝加哥的四家高架铁路公司联合成立了芝加哥高架铁路抵押信托基金（英语：Chicago Elevated Railways Collateral Trust），并开启了贯穿城市的服务。1924年，所有四家公司正式合并成立芝加哥轨道交通公司，后者又于1947年被芝加哥交通管理局接管。之后，诺默尔公园支线于1954年关闭 ，肯伍德和屠宰场支线于1957年废弃，而其余大部分路线作为地铁绿线的区间继续运营。